# Linea Hokusō
La linea Hokusō (北総線?, Hokusō-sen) è una ferrovia suburbana operata dalla società Ferrovia Hokusō situata nella parte orientale di Tokyo, in Giappone. Essa unisce la stazione di Keisei-Takasago a Katsushika con quella di Inba-Nihon-Idai a Inzai, nella prefettura di Chiba.
Nel luglio 2010 la linea venne estesa e permise di creare la linea Narita Sky Access per collegare ulteriormente Tokyo con l'Aeroporto Internazionale Narita.
La ferrovia venne aperta nel marzo 1979 in modo temporaneo. Una volta completati i collegamenti con gli altri binari, il nome divenne "Linea Hokusō Kōdan" nell'aprile 1987. Dopo 17 anni le proprietà della compagnia vennero trasferite alla Ferrovia di Chiba Newtown (千葉ニュータウン鉄道?, Chiba Nyūtaun Tetsudō) e la linea a partire dal 1º luglio 2004 ottenne il nome attuale.

## Dati principali
- Operatore: Ferrovia Hokusō
- Lunghezza: 32,3 km
- Gestione:
  - Ferrovia Hokusō fra Keisei-Takasago e Komuro (19,8 km)
  - Ferrovia Chiba New Town fra Komuro e Inba-Nihon-Idai (11,5 km)
- Scartamento: 1435 mm
- Stazioni: 15
- Binari: Interamente a doppio binario
- Elettrificazione: 1,500 V CC
- Sistema di blocco: Automaticp (ATS)
- Velocità massima: 105 km/h e 130 km/h per i rapidi per Narita

## Servizi e stazioni

### Servizi
La maggior parte dei treni sono dei "Locali" che fermano a tutte le stazioni. Sono presenti la mattina e la sera anche dei rapidi che saltano alcune stazioni minori.
Locale (普通Futsū?) (L)
Ferma in tutte le stazioni della linea, inclusi i servizi diretti via linea principale Keisei, linea Keisei Oshiage, linea Asakusa, linea Keikyū principale, linea Keikyū Aeroporto e linea Keikyū Kurihama.
Espresso (急行?, Kyūkō) (E)
La sera, da Tokyo
Espresso Limitato (特急?, Tokkyū) (EL)
La mattina, verso Tokyo

### Stazioni
| Num. | Stazione            | Giapponese           | L | E | EL | Collegamenti                                                                                | Posizione  | Posizione |
| ---- | ------------------- | -------------------- | - | - | -- | ------------------------------------------------------------------------------------------- | ---------- | --------- |
| KS10 | Keisei Takasago     | 京成高砂             | ● | ● | ●  | Linea principale Keisei Linea Keisei Kanamachi                                              | Katsushika | Tokyo     |
| HS01 | Shin-Shibamata      | 新柴又               | ● | ● |    |                                                                                             | Katsushika | Tokyo     |
| HS02 | Yagiri              | 矢切                 | ● | ● |    |                                                                                             | Matsudo    | Chiba     |
| HS03 | Kita-Kokubun        | 北国分               | ● |   |    |                                                                                             | Ichikawa   | Chiba     |
| HS04 | Akiyama             | 秋山                 | ● |   |    |                                                                                             | Matsudo    | Chiba     |
| HS05 | Higashi-Matsudo     | 東松戸               | ● | ● | ●  | Linea Musashino                                                                             | Matsudo    | Chiba     |
| HS06 | Matsuhidai          | 松飛台               | ● |   |    |                                                                                             | Matsudo    | Chiba     |
| HS07 | Ōmachi              | 大町                 | ● |   |    |                                                                                             | Ichikawa   | Chiba     |
| HS08 | Shin-Kamagaya       | 新鎌ヶ谷             | ● | ● | ●  | Linea Shin-Keisei Linea Tōbu Noda                                                           | Kamagaya   | Chiba     |
| HS09 | Nishi-Shiroi        | 西白井               | ● | ● | ●  |                                                                                             | Shiroi     | Chiba     |
| HS10 | Shiroi              | 白井                 | ● | ● | ●  |                                                                                             | Shiroi     | Chiba     |
| HS11 | Komuro              | 小室                 | ● | ● | ●  |                                                                                             | Funabashi  | Chiba     |
| HS12 | Chiba New Town Chūō | 千葉ニュータウン中央 | ● | ● | ●  | Linea Keisei Narita Aeroporto                                                               | Inzai      | Chiba     |
| HS13 | Inzai-Makinohara    | 印西牧の原           | ● | ● | ●  |                                                                                             | Inzai      | Chiba     |
| HS14 | Inba-Nihon-Idai     | 印旛日本医大         | ● | ● | ●  | Linea Keisei Narita Aeroporto (Servizio diretto per Aeroporto Narita con servizio Skyliner) | Inzai      | Chiba     |